# كريم مطمور
كريم مطمور (بالفرنسية: Karim Matmour)‏ هو لاعب دولي جزائري محترف، ولد يوم 25 جوان/يونيو 1985 بمدينة سترازبورغ الفرنسية، يعمل حاليًا كمدب مساعد لفريق Kehler FV، وآخر نادي لعب معه أديلايد يونايتد. وأصله من ولاية تيارت.
كريم لاعب جزائري دولي منذ عام 2007، شارك في كأس العالم 2010 وكأس إفريقيا للأمم 2010. خاض خلال مسيرته 30 مباراة دولية وسجل هدفين. يلعب مطمور في مركز خط الوسط. وقال إن مركزه المفضل هو الجناح الأيمن.
لعب مطمور خلال مسيرته لنادي فرايبورغ، وبوروسيا مونشنغلادباخ، وأينتراخت فرانكفورت ، وكايزرسلاوترن، والعربي الكويتي، وهدرسفيلد تاون، وميونخ 1860 وأديلايد يونايتد.

## حياته الكروية

### النوادي
- كريم مطمور دولي جزائري يلعب في منصب مهاجم بدأ مسيرته الكروية بمدرسة تكوين نادي -راسينغ ستراسبورغ-العريق الي ان وصل مع الفريق الثاني لنادي إلا أنه لم يضفر بعقد احترافي.
- انتقل إلى الدوري الألماني ووقع مع الفريق الثاني لنادي-فرايبورغ-الناشط انداك في القسم الثاني وذلك موسم 2004-2005 إلى ان تمت ترقيته إلى الفريق الأول في نصف الموسم من نفس السنة حيث شارك في 80 مباراة مع نادي فرايبورغ طيلة السنوات الاربع التي قضاها مع النادي وسجل خلالها 10 اهداف.
- تالق كريم في البندسليغا 2 جلب له عدة عروض من اندية قوية في البندسليغا علي غرار فولسوبرغ -بايرن ليفركوزن-انتراخت فرانكفورت إلا أنه قرر التوقيع للنادي العريق بوروسيا منشنجلادباخ مقابل مادي ناهز المليوني يورو. شارك في موسمه الأول في جميع مباريات الفريق وسجل ثلاث اهداف وكان من ابرز لاعبين في النادي.وفي الموسم الثاني تإلق مع ناديه ونجا معه من السقوط إلى درجة الُانية.[3]
- في أغسطس 2017، قرر اللاعب الدولي الأسبق كريم مطمور خوض تجربة احترافية جديدة في مسيرته الكروية في الدوري الأسترالي لكرة القدم. وأعلن نادي أديلايد يونايتد الأسترالي رسميا، عن نجاحه في الظفر بخدمات الدولي الجزائري السابق كريم مطمور في صفقة انتقال حر، بعدما كان قد فسخ عقده مع نادي ميونيخ 1860 الألماني. ووقع لاعب بروسيا مونشغلادباخ السابق على عقد لموسم واحد، في تجربة جديدة يسعى من خلالها لاكتشاف دوري جديد.

### النادي العربي
في 17 يونيو 2015، وقع صفقة لمدة عامين مع العربي الكويتي، ظهر لأول مرة مع النادي في الفوز 10-1 على نادي التضامن بتسجيل الهدف الرابع في المباراة، في أحد أكبر المباريات تسجيلا للأهداف في كأس الاتحاد الكويتي، طلب مطمور من النادي العربي إنهاء عقده وقدم شكوى ضدهم إلى الفيفا، مشيراً إلى عدم الإلتزام ببنود العقد والإختلاف حول المستحقات المالية. أفرج عنه فيما بعد من قبل العربي بتاريخ 31 أكتوبر 2015.

### هدرسفيلد تاون
في 20 يناير 2016، وبعد فترة تجريبية، انضم كريم مطمور إلى فريق هيدرسفيلد تاون الإنجليزي لكرة القدم في عقد حتى نهاية موسم 2015-16.
بدأ أول مباراة له أمام كارديف سيتي 3-2 في 30 يناير 2016. سجل كريم مطمور هدفه الأول مع هدرسفيلد تاون ضد ليدز يونايتد بفوز هدرسفيلد تاون بنتيجة 4-1 في 19 مارس 2016.
في نهاية موسم 2015/2016، حيث لعب 13 مباراة وسجل هدفًا واحدًا للفريق، تم تسريح مطمور من عقده بعد أن رفض النادي تفعيل أحد البنود في عقده، لتمديد إقامته في يوركشاير لمدة عام آخر.

### ميونخ 1860
في بداية موسم 2016-2017 وقع كريم مطمور عقدًا مع نادي ميونخ 1860 بالدوري الألماني الدرجة الثانية وذلك لمدة عامين.
ظهر كريم مطمور لأول مرة مع النادي ضد غرويتر فورت، حيث بدأ ولعب لمدة 61 دقيقة قبل أن يخرج كبديل، وذلك في مباراة كانت نتيجتها 1-0 والتى تعد المباراة الافتتاحية للموسم. بعد أسبوعين في 20 أغسطس 2016، سجل هدفه الأول مع النادي في كأس ألمانيا 2016–17، وكانت نتجية المبارة 2-1 بفوز على نادي كارلشروهر. في 22 سبتمبر 2016، لعب كريم مطمور ضد نادي سانت باولي كانت نتيجة المباراة التعادل بين الفريقين 2-2.

### أديلايد يونايتد
بتاريخ 15 أغسطس عام 2017، وقع كريم مطمور عقدا لمدة عام واحد مع النادي الأسترالي أديلايد يونايتد الناشط بالدوري الأسترالي لكرة القدم، ليكون بذلك أول لاعب جزائري ينشط بالدوري الأسترالي.

### دوليا
لعب مطمور أول مباراة مع منتخب الجزائر ضد ليبيا في 6 فبراير 2007، حيث بدأ المبارة، ولعب 55 دقيقة قبل خروجه، وشارك في الفوز 2-1.

#### كأس أفريقيا 2010 أنغولا
- على الصعيد الدولي شارك مع المنتخب الجزائري في 10 مباريات وسجل هدفين أحدهما حاسم أمام مصر في التصفيات والذي فتح الشهية للمنتخب للوصول لكأس العالم 2010، أما الأخر فسجله أمام فيلة أفريقيا : فريق ساحل العاج المليء بالنجوم كأمثال الاعب دروغبا ويايا توريه في مباراة الدور الربع نهائي من نهائيات كأس أفريقيا للأمم بأنغولا، وذلك في الدقيقة الأربعين من شوط المباراة الأول. وانتهت المباراة لصالح المنتخب الجزائري بنتيجة 3 أهداف مقابل 2 لساحل العاج. ليتأهل بذلك المنتخب الجزائري لدور النصف النهائي.

## مسيرته ما بعد اللعب
عاد مطمور إلى ألمانيا بعد مغادرة أستراليا، وعين كمدرب مساعد لنادي Kehler FV في فبراير 2018. ومع ذلك، ذكر أنه لم يتقاعد بعد.

## حياته الشخصية
نشأ كريم مطمور في مدينة ستراسبورغ بفرنسا، يتكلم اللغة الفرنسية، إلى جانب ذلك يتحدث اللغة الألمانية. أما بخصوص آرائه السياسية في فرنسا، فإن مطمور ينتقد نيكولا ساركوزي ويتهمه بإثارة صراعات من خلال تصريحات مهينة ضد المهاجرين.
قال مطمور إنه بدأ لعب كرة القدم لأول مرة في أمام منزله. كان هناك مكانين في الحي الذي يسكن فيه، أحدهم من الخرسانة والأخر من العشب. يفهم مطمور اللغة العربية (ألمح إلى أنه سيتعلم اللغة العربية يومًا ما). مطمور مسلم.
تزوج مطمور من المغنية الجزائرية الألمانية منيل الفيلالي منذ عام 2009، المشهورة بعملها مع آن روس في ثنائي البوب Milk & Honey.

## احصائيات
اعتبارا من 15 ديسمبر 2017.
| Club performance                       | Club performance     | Club performance               | الدوري | الدوري  | كأس الدوري | كأس الدوري | المجموع | المجموع |
| الموسم                                 | الفريق               | الدوري                         | اللعب  | الأهداف | اللعب      | الأهداف    | اللعب   | الأهداف |
| -------------------------------------- | -------------------- | ------------------------------ | ------ | ------- | ---------- | ---------- | ------- | ------- |
| الدوري الألماني الدرجة الثانية 2005–06 | نادي فرايبورغ        | الدوري الألماني الدرجة الثانية | 16     | 2       | -          | -          | 16      | 2       |
| الدوري الألماني الدرجة الثانية 2006–07 | نادي فرايبورغ        | الدوري الألماني الدرجة الثانية | 31     | 3       | 2          | 0          | 33      | 3       |
| الدوري الألماني الدرجة الثانية 2007–08 | نادي فرايبورغ        | الدوري الألماني الدرجة الثانية | 32     | 5       | 2          | 1          | 34      | 6       |
| الدوري الألماني 2008–09                | بوروسيا مونشنغلادباخ | الدوري الألماني الدرجة الأولى  | 34     | 3       | 1          | 0          | 35      | 3       |
| الدوري الألماني 2009–10                | بوروسيا مونشنغلادباخ | الدوري الألماني الدرجة الأولى  | 25     | 1       | 2          | 0          | 27      | 1       |
| الدوري الألماني 2010–11                | بوروسيا مونشنغلادباخ | الدوري الألماني الدرجة الأولى  | 18     | 0       | 2          | 0          | 20      | 0       |
| الدوري الألماني الدرجة الثانية 2011–12 | آينتراخت فرانكفورت   | الدوري الألماني الدرجة الثانية | 28     | 6       | 2          | 0          | 30      | 6       |
| الدوري الألماني 2012–13                | آينتراخت فرانكفورت   | الدوري الألماني الدرجة الأولى  | 24     | 1       | 0          | 0          | 24      | 1       |
| الدوري الألماني الدرجة الثانية 2013–14 | نادي كايزرسلاوترن    | الدوري الألماني الدرجة الثانية | 32     | 3       | 5          | 2          | 37      | 4       |
| الدوري الألماني الدرجة الثانية 2014–15 | نادي كايزرسلاوترن    | الدوري الألماني الدرجة الثانية | 24     | 2       | 3          | 0          | 27      | 2       |
| الدوري الكويتي 2015–16                 | النادي العربي        | الدوري الكويتي                 | 2      | 2       | 0          | 0          | 2       | 2       |
| دوري البطولة الإنجليزية 2015–16        | هدرسفيلد تاون        | دوري البطولة الإنجليزية        | 16     | 1       | 0          | 0          | 16      | 1       |
| الدوري الألماني الدرجة الثانية 2016–17 | ميونخ 1860           | الدوري الألماني الدرجة الثانية | 13     | 0       | 1          | 0          | 14      | 0       |
| الدوري الأسترالي لكرة القدم 2017–18    | أديلايد يونايتد      | الدوري الأسترالي لكرة القدم    | 8      | 0       | 3          | 0          | 11      | 0       |
| الإجمالي                               | الإجمالي             | الإجمالي                       | 303    | 29      | 23         | 3          | 326     | 32      |

### الأهداف الدولية
| # | التاريخ       | المكان                      | الخصم      | الهدف | النتيجة النهائية | المنافسة                        |
| - | ------------- | --------------------------- | ---------- | ----- | ---------------- | ------------------------------- |
| 1 | 7 يونيو 2009  | ملعب مصطفى تشاكر، البليدة   | مصر        | 1–0   | 3–1              | تصفيات كأس العالم 2010، أفريقيا |
| 2 | 24 يناير 2010 | ملعب تشيازي الوطني، كابيندا | ساحل العاج | 1–1   | 3–2              | كأس الأمم الأفريقية 2010        |

## روابط خارجية
- الموقع الرسمي
 (بالألمانية)

```
(بالفرنسية)
```

- Karim Matmour at kicker.de (بالألمانية)

- كريم مطمور على موقع الاتحاد الدولي (مؤرشف)  (الإنجليزية)
- كريم مطمور على موقع قاعدة بيانات كرة القدم.إي يو (الإنجليزية)
- كريم مطمور على موقع بيانات كرة القدم. دي إي (الألمانية)
- كريم مطمور على موقع ناشيونال فوتبول تيمز (الإنجليزية)
- كريم مطمور على موقع Soccerbase.com (لاعب) (الإنجليزية)
- كريم مطمور على موقع Soccerway.com (الإنجليزية)
- كريم مطمور على موقع عالم كرة القدم.نت (الإنجليزية)
- كريم مطمور على موقع كووورة
- كريم مطمور على موقع AS.com (الإسبانية)